# Nutsa Buzaladze
Nutsa Buzaladze (em georgiano: ნუცა ბუზალაძე; Tiblíssi, Geórgia, 26 de abril de 1996), é uma cantora georgiana. Representou a Geórgia no Festival Eurovisão da Canção de 2024 em Malmö.